# Parafia Podwyższenia Krzyża Świętego w Sośnicy
Parafia Podwyższenia Krzyża Świętego w Sośnicy – znajduje się w dekanacie Kąty Wrocławskie w archidiecezji wrocławskiej. Erygowana w XIV wieku.
Obsługiwana przez księży archidiecezjalnych. Jej proboszczem a zarazem kustoszem jest ks. prof. dr hab. Mieczysław Kogut kan. hon. Kap. Katedr. Od 3 marca 1999 jest to Sanktuarium.

## Parafialne księgi metrykalne
| Księgi metrykalne | Okres ewidencji    |
| ----------------- | ------------------ |
| chrztów           | 1724 – 1800 1945 – |
| ślubów            | 1700 – 1800 1945 – |
| zgonów            | 1633 – 1800 1945 – |